# Daniela Tuđa
Daniela Tuđa (26. svibnja 1972.) je hrvatska rukometašica. 
Za seniorsku reprezentaciju igrala je na Mediteranskim igrama 1993. godine.